# Cotylogaster michaelis
Cotylogaster michaelis är en plattmaskart som beskrevs av Francesco Saverio Monticelli 1892. Cotylogaster michaelis ingår i släktet Cotylogaster och familjen Aspidogastridae. Inga underarter finns listade i Catalogue of Life.